# 福岡障害者職業能力開発校
福岡障害者職業能力開発校（ふくおかしょうがいしゃしょくぎょうのうりょくかいはつこう）は、福岡県北九州市若松区にある国立の障害者職業能力開発校である。職業能力開発促進法に基づき国が設置、福岡県が運営する（国立県営）。
身体障害者・知的障害者・精神障害者に対する職業訓練をおこなっていて、寮も設置されている。

## 沿革
- 1939年4月 - 前身である傷痍軍人福岡職業補導所が小倉市（現・北九州市小倉北区）萩崎町（現在跡地は北九州中央郵便局）に開設。
- 1948年4月 - 福岡県身体障害者公共職業補導所として再出発。
- 1958年7月 - 福岡身体障害者職業訓練所に改称。
- 1969年10月 - 福岡身体障害者職業訓練校に改称。
- 1987年4月 - 現在地に移転。
- 1988年4月 - 福岡障害者職業訓練校に改称。
- 1993年4月 - 現在の名称に改称。

## 訓練科
- 2年制（身体・精神障害者対象）
  - プログラム設計科
- 1年制（身体・精神障害者対象）
  - 3D-CAD科
  - 商業デザイン科
  - OA事務科
  - 流通ビジネス科
    - 音声パソコンコース(視覚障害者対象)
- 1年制（知的障害者対象）
  - 総合実務科
- 6ヶ月制(精神・発達・高次脳機能障害者対象)
  - 職域開発科

## 所在地
- 〒808-0122 福岡県北九州市若松区蜑住1728番地1

JR九州折尾駅から北九州市営バス原牟田バス停徒歩1分

## その他
- 日本の障害者職業能力開発校の中では数少ない、国家資格の基本情報技術者試験（FE）の午前科目免除制度の認定校となっている[1][2]。